# 스쭝위안
스쭝위안(중국어: 石宗源, 병음: Shí Zōngyuán, 1946년 7월 ~ 2013년 3월 28일)은 중화인민공화국의 정치인이며, 후이족 출신이다. 구이저우성의 당위원회 서기를 역임했다.

## 생애
쓰촨성 야안시에서 태어났다. 1968년 10월, 문화대혁명의 영향을 받은 스쭝위안은 당시 대부분의 졸업생들처럼 농촌 지역으로 갔고  간쑤성 허정현의 집단 농장에서 일을 했다. 1979년 5월 중국 공산당에 입당했으며, 1979년까지 10년 동안 스쭝위안은 허정현에서 다양한 일을 했다. 1981년 1월 허정현 부현장에 임명된 이후 허정현 현장을 지냈고, 린샤 후이족 자치주 부주장(副州長)으로 승진했다. 1986년 11월 자치주 당위원회 부서기를 거쳐 1988년 자치주 당위원회 서기로 선출되었고 1993년 간쑤성 성위원회 상무위원 겸 간쑤성 성위원회 선전부 부장을 지냈다.
1998년 스쭝위안은 지린성으로 진출하여 성위원회 상무위원 겸 선전부 부장을 맡았고 2000년 5월 지린성 상위원회 부서기로 승진했다. 같은해 9월 중앙 정부로 자리를 옮겨 국가신문출판서 서장과 당조서기 겸 국가출판국 국장을 역임했다. 2005년 12월, 스쭝위안은 중국공산당 구이저우성 당위원회 서기로 선출되었다. 이듬해 1월 제10차 구이저우성 인민대표대회 4차회의에서 구이저우성 인민대표대회 상임위원회 주임으로 선출되었고  2008년 1월에 재선되었다.
2008년 6월 28일, 구이저우성 웡안(瓮安)에서 시위 사건이 발생했고, 이 사건을 조사한 스쭝위안은 이 사건의 원인이 지역 공무원에게 책임이 있다고 공개적으로 시인했다. 2010년 8월 구이저우성 당위원회 서기에서 물러났고, 제11차 전국인민대표대회 상무위원회에서 전국인민대표대회 교육과학문화보건위원회 부주임 위원으로 선출되었다. 2013년 제12차 전국인민대표대회 상무위원회 위원 겸 재정경제위원회 부주임 위원으로 선출되었다.
2013년 3월 28일, 66세의 나이로 베이징에서 사망했다.